# エンターテイメントチャレンジ
エンターテイメントチャレンジ（通称：エンチャレ）は、おかやま国際音楽祭イベントの一環として2007年から開催されているアマチュアミュージシャンのコンテストイベント。
- 主催：おかやま国際音楽祭事業運営委員会、山陽新聞社
- 共催：岡山市、おかやま国際音楽祭実行委員会、（公財）岡山市スポーツ・文化振興財団

毎年、おかやま国際音楽祭の会期中に開催している。決勝大会は2008年のルネスホール、2014年の西川アイプラザ、2018年の台風接近による中止（動画審査に変更）を除いて山陽新聞社さん太ホールで実施。
11年目の2017年開催からエンターテイメントチャレンジ+（プラス）と名称を新たにした。

## 概要
- エントリー資格はアマチュアミュージシャンであること。オリジナル曲を演奏すること。居住地、活動地、ジャンル、年齢などは問わない。
- 2009年から2016年までは書類、写真、音源、デモ映像による一次審査を行っていた。2017年からはそれに加えて二次公開ライブ審査も加わった。
- 2008年までは決勝進出は12組。2009年以降は決勝進出は10組となっている（特別部門は除く）。
- 決勝大会の審査員はレコード会社や芸能プロダクションなども参加する。
- 決勝進出者のデモ映像を公開し人気投票を行い、順位に応じて決勝大会の審査点に加点する。
- 決勝大会の観覧は無料。先着100人の希望者には決勝大会の審査点に加点される一般審査員投票権が得られる。
- 2016年まではグランプリスト特典としてCDの制作を行っていた。
- 2018年は決勝大会（10月6日）当日に台風25号の接近が予測されたことで中止となり、二次公開ライブ（8月25日）で収録した映像を基に審査が行われた。この映像は人気投票でも使用していた。
- 2020年はコロナウイルス感染症対策としてオンラインによる決勝大会で行った。

## 決勝大会結果
2007年
- グランプリ：ウォリ　岡山市レポート

2008年
- グランプリ：ボクん家　岡山市公式ページ

2009年
- グランプリ：Lu-na
- 準グランプリ：アン・イール
- 特別賞：会議42

2010年
- グランプリ：会議42
- 準グランプリ：arji
- 特別賞：Mulberry

2011年
- グランプリ：Twinkle
- 準グランプリ：岡崎仁
- 特別賞：Lily Stone

2012年
- グランプリ：まる
- 準グランプリ：ナカモトミズキ
- 特別賞：藤井結子

2013年
- グランプリ：佐野仁美
- 準グランプリ：ナカモトミズキ
- 特別賞：千里

2014年　記事
- グランプリ：ナカモトミズキ
- 準グランプリ：吉永拓未
- 特別賞：RETLO

2015年　記事
- グランプリ：Curtaincalls
- 準グランプリ：大督
- 特別賞：イマニシユカ

2016年　記事
- グランプリ：marco
- 準グランプリ：大督
- 特別賞：ルナ

2017年　記事
- グランプリ：翼
- 準グランプリ：Aya
- 特別賞：玉川洋輔

2018年　記事
- グランプリ：Makilele
- 準グランプリ：TORAUMA
- 特別賞：MINUTE

2019年　記事
- グランプリ：きどよしこ＆幸重洋平
- 準グランプリ：TORAUMA
- 特別賞：岡山歌っ子すずちゃん
- カバー・コピー部門優勝：青木ありあ

2020年　記事
- グランプリ：青木ありあ
- 準グランプリ：しおん
- 特別賞：TORAUMA